# Église de Muhos
L'église de Muhos (finnois : Muhoksen kirkko) est une église située à Muhos en Finlande.

## Histoire
L'église construite en 1634 est la seconde plus ancienne église de Finlande encore en fonction.
L'église de 500 places est en service toute l'année.
Pendant la  grande colère (1714–1721) les troupes russes détruisent l'église mais ne l'incendient pas, ce qui permet de réparer l'église après la guerre.
L'église est rénovée en 1762 sous la direction de Matti Honka. 
En même temps on construit un clocher de style Renaissance.
La plus grande cloche est fondue à Stockholm en 1757 et la plus petite à Helsinki en 1885.
Les peintures décoratives de la sacristie sont réalisées par E.Granberg en 1774-1778 et sont d'une valeur exceptionnelle.
Les traits néogothiques de l'église datent des rénovations des années 1870.